# 天母三玉宮

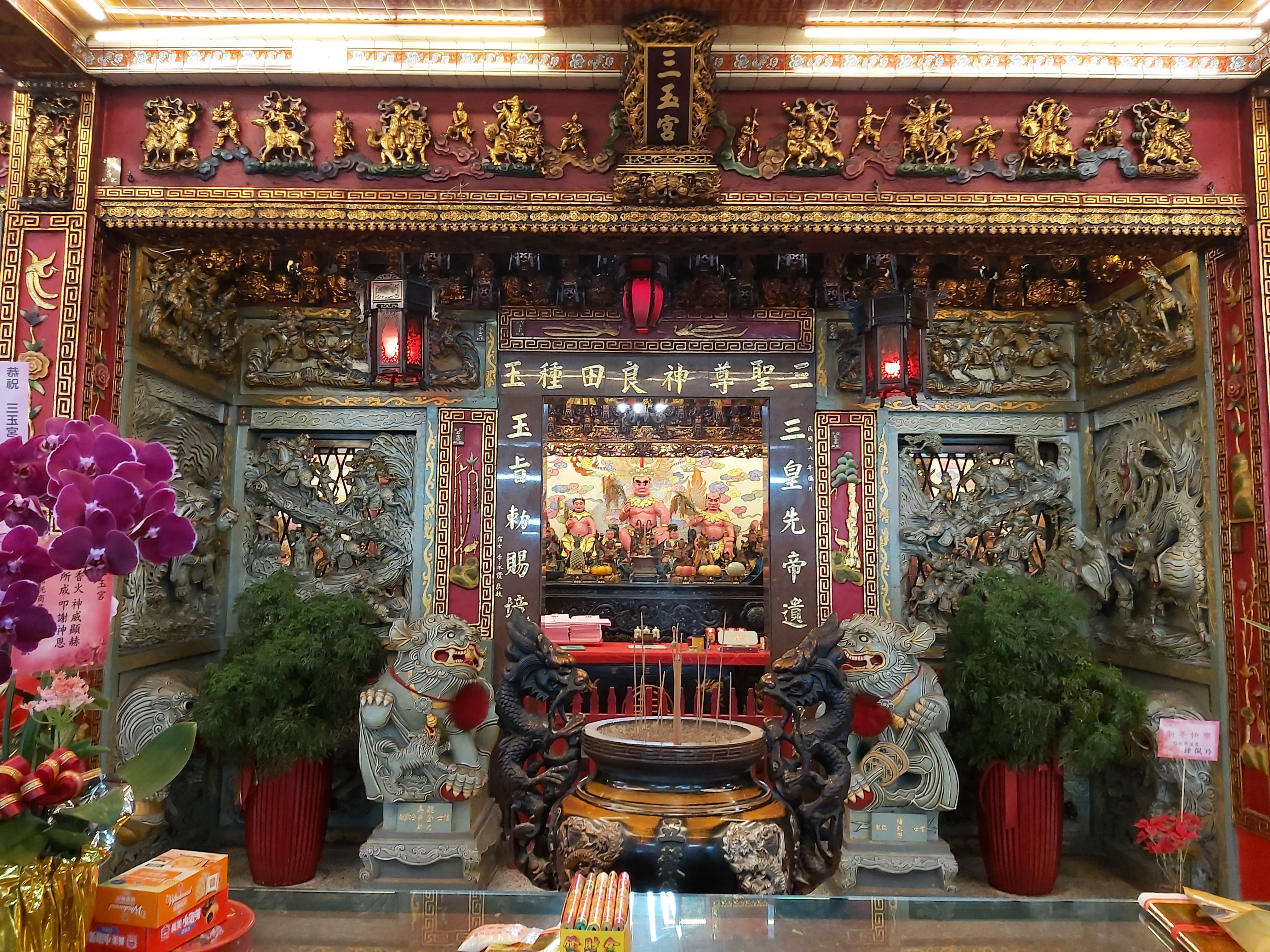
天母三玉宮

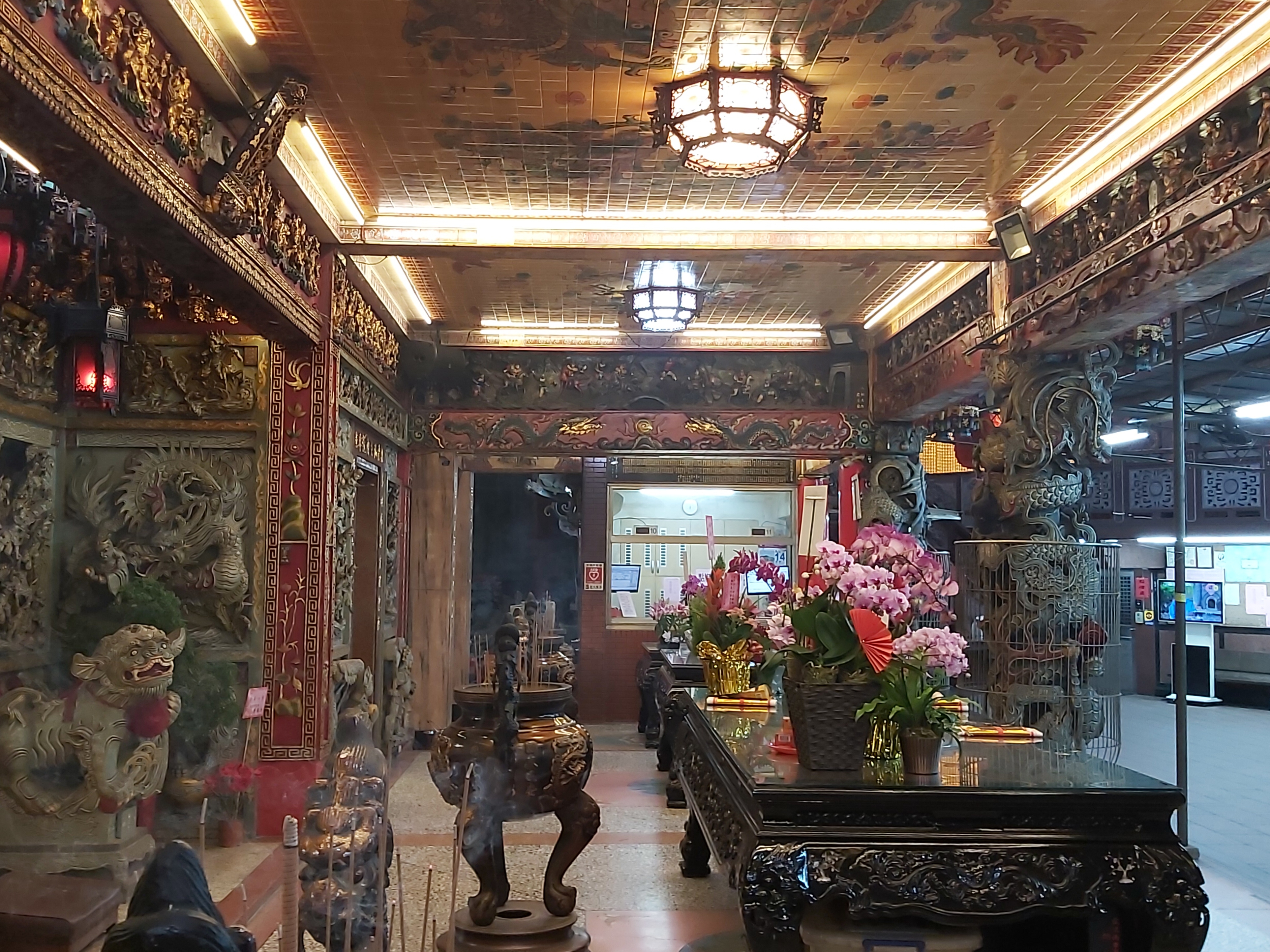
天母三玉宮拜殿

天母三玉宮位於台灣台北市天母東路，為主祀五穀先帝之廟宇。該建物興建於1947年，今為位於台北士林區之仿古廟宇建築。另外，該廟宇的組織型態為管理人制，祭典日期則是每年農曆九月十五。

## 沿革
三玉宮開元於清乾隆年間（約於西元1750年），距今二百四十年前，從福建漳州、泉州移民入此墾荒務農，於田邊以石條疊搭小土地祠，供奉田邊土地公一尊，當時廟宇、神祇雖小，神威顯赫，靈感奇異，經年累月，香火鼎盛，遂成本地區居民唯一信仰與精神寄託之源泉。
台灣光復後，地方熱心人士，於民國三十六年間將斯小祠遷至今中山北路六段尾、七段頭，與天母東、西路交界處，始成一間較完整的福德正神小廟。現分為六殿：正殿中央為五穀先帝殿，左邊為七仙真祖殿、觀音佛祖殿，右邊是天上聖母殿、福德正神殿，西邊二樓新元辰殿。

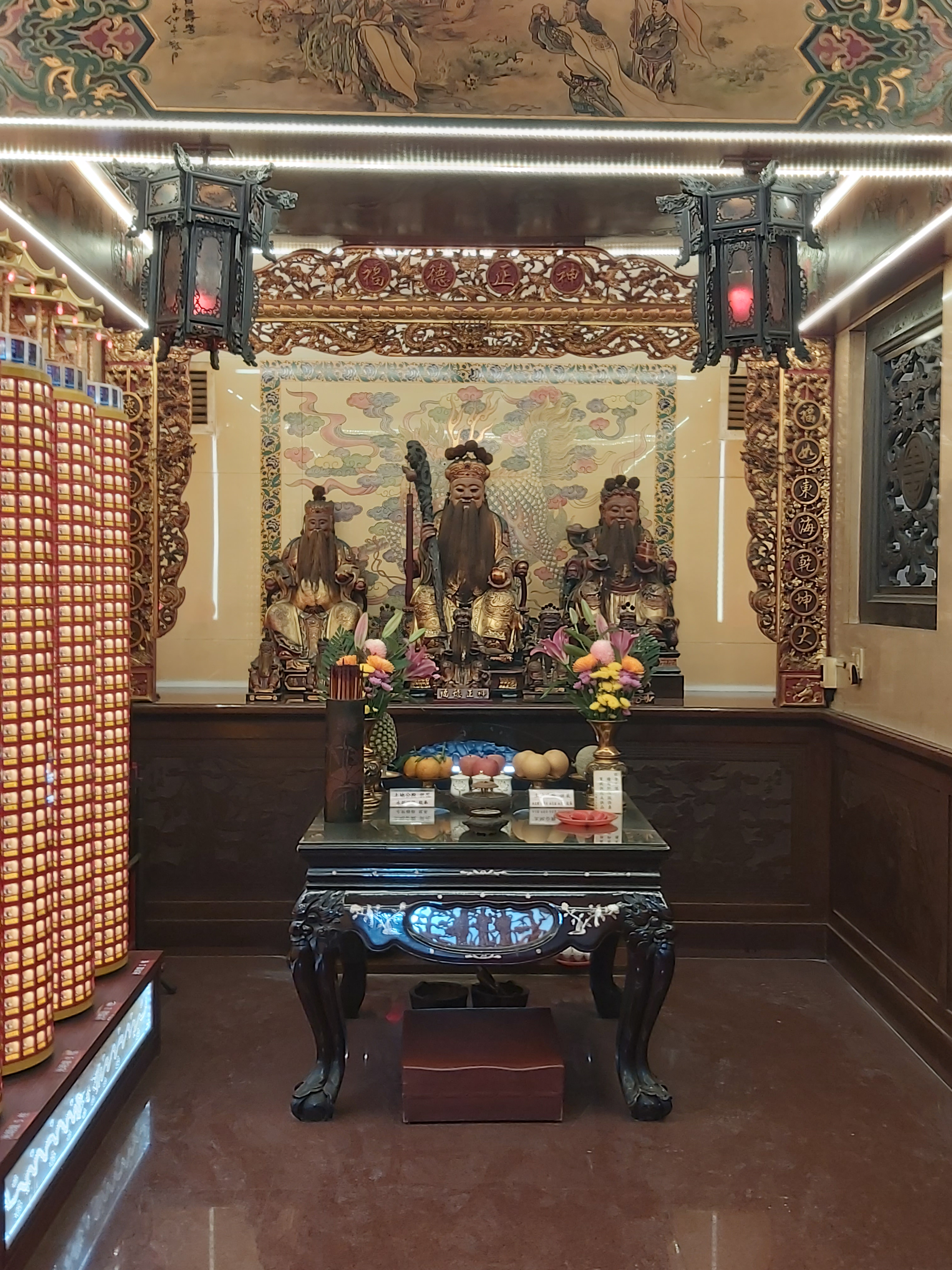
福德正神殿
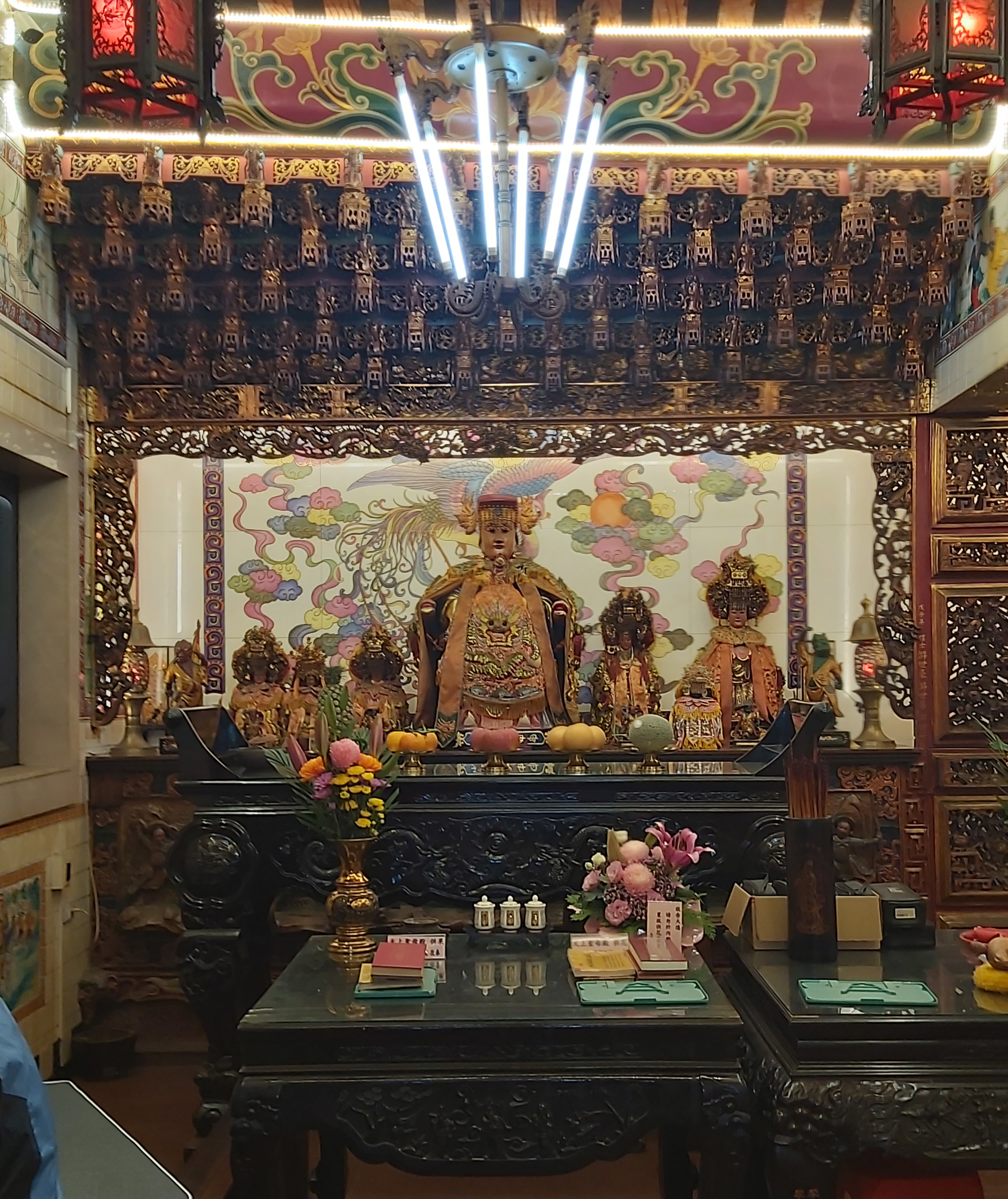
天上聖母殿
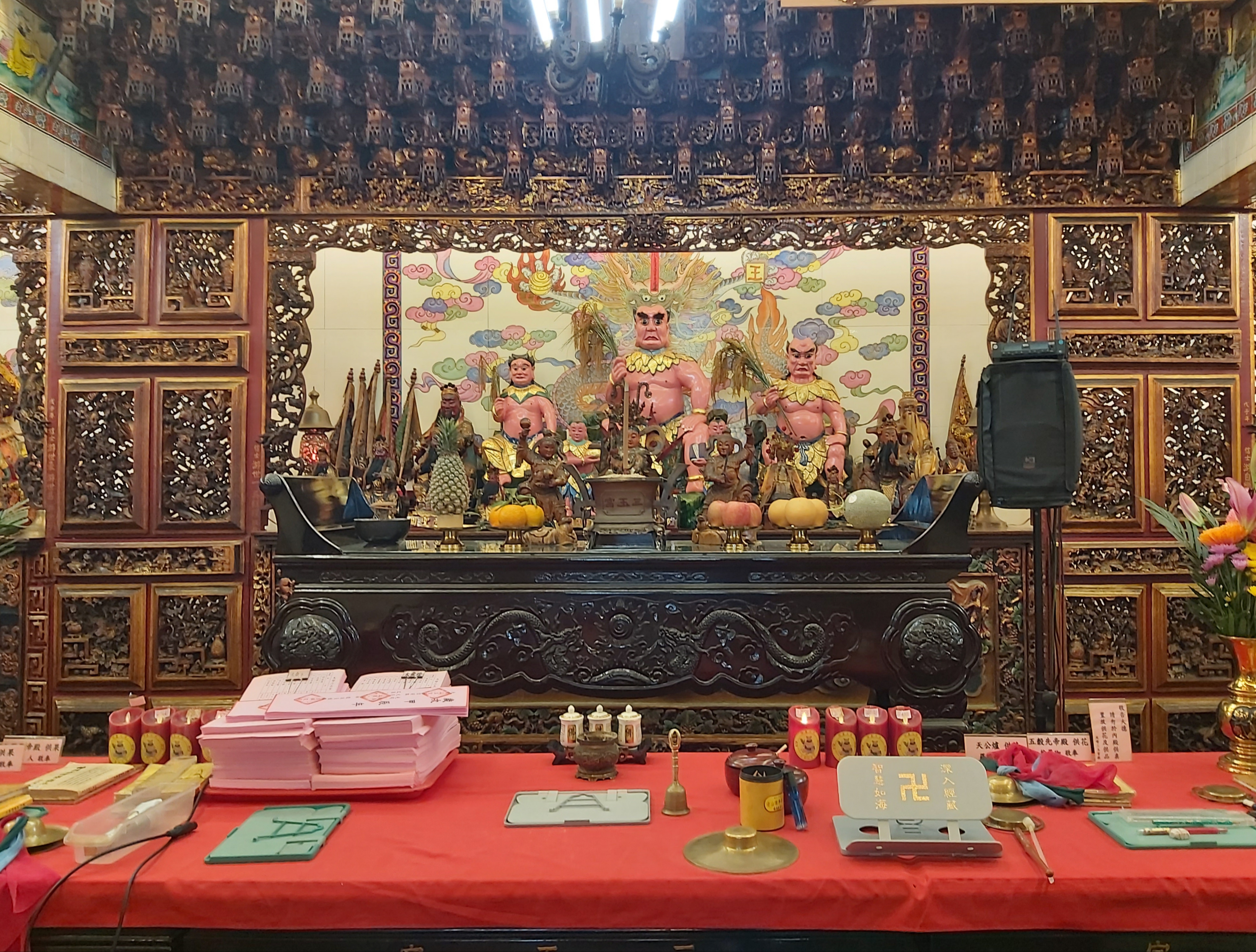
五穀先帝殿
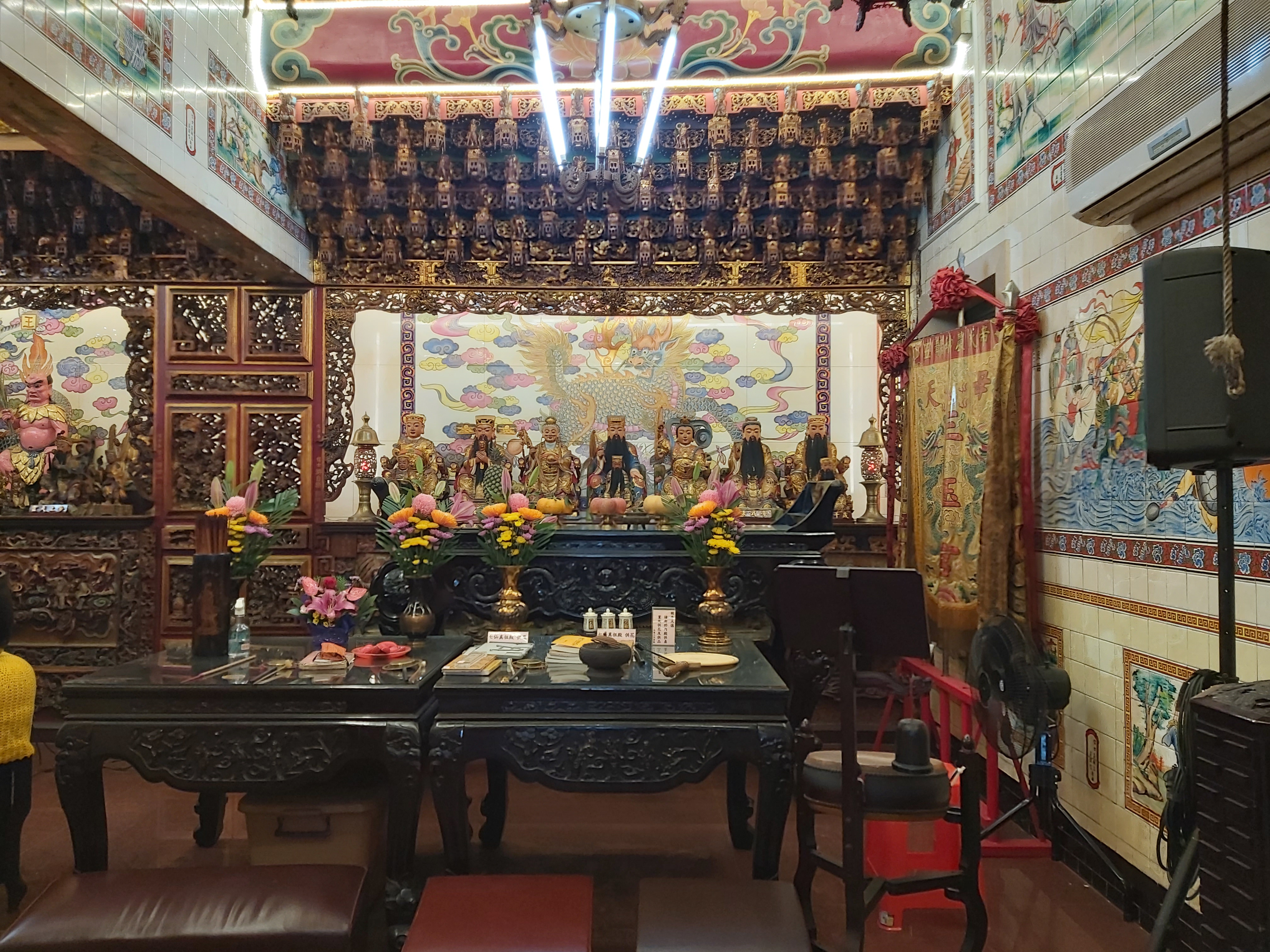
七仙真祖殿
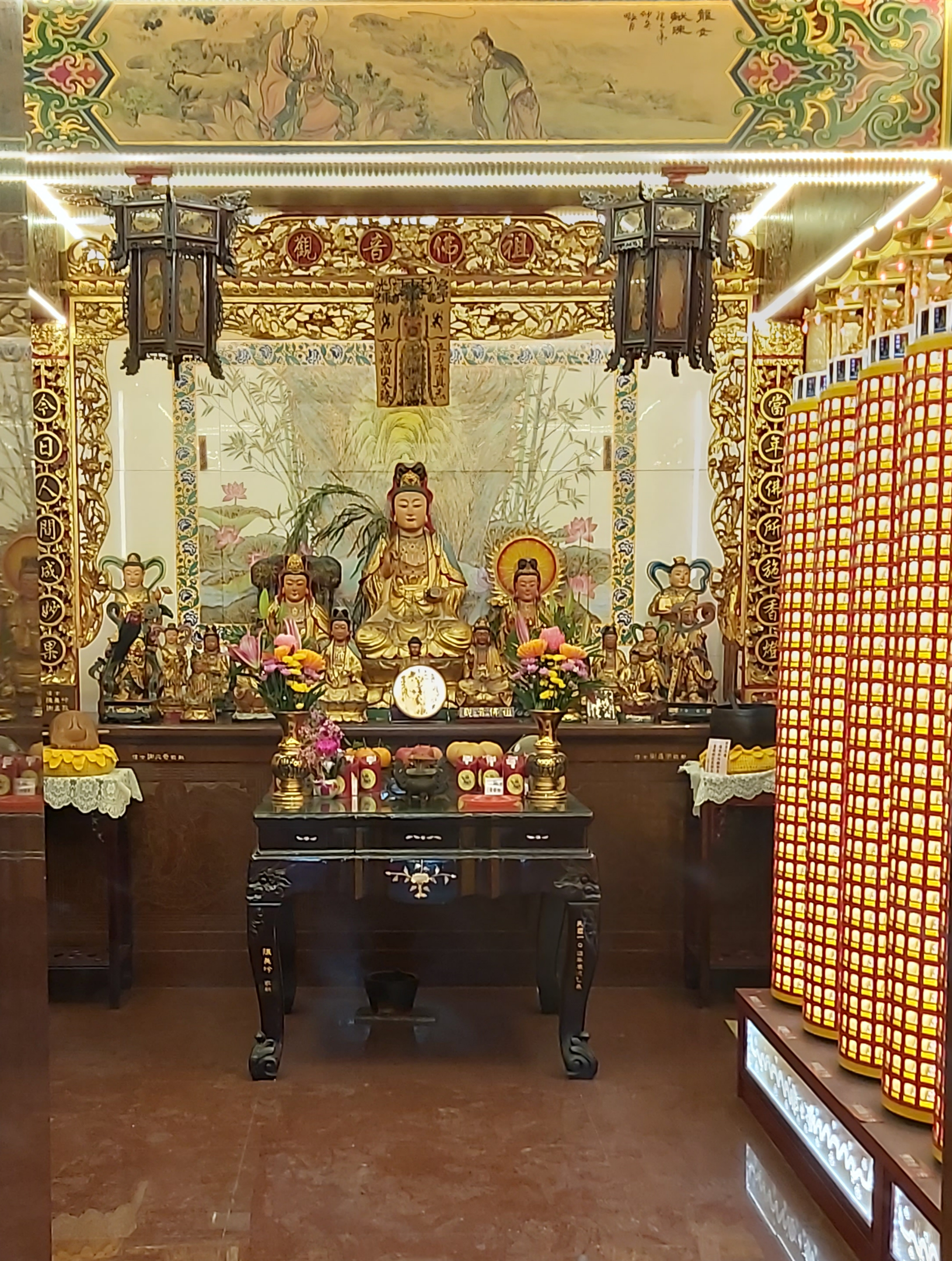
觀音佛祖殿
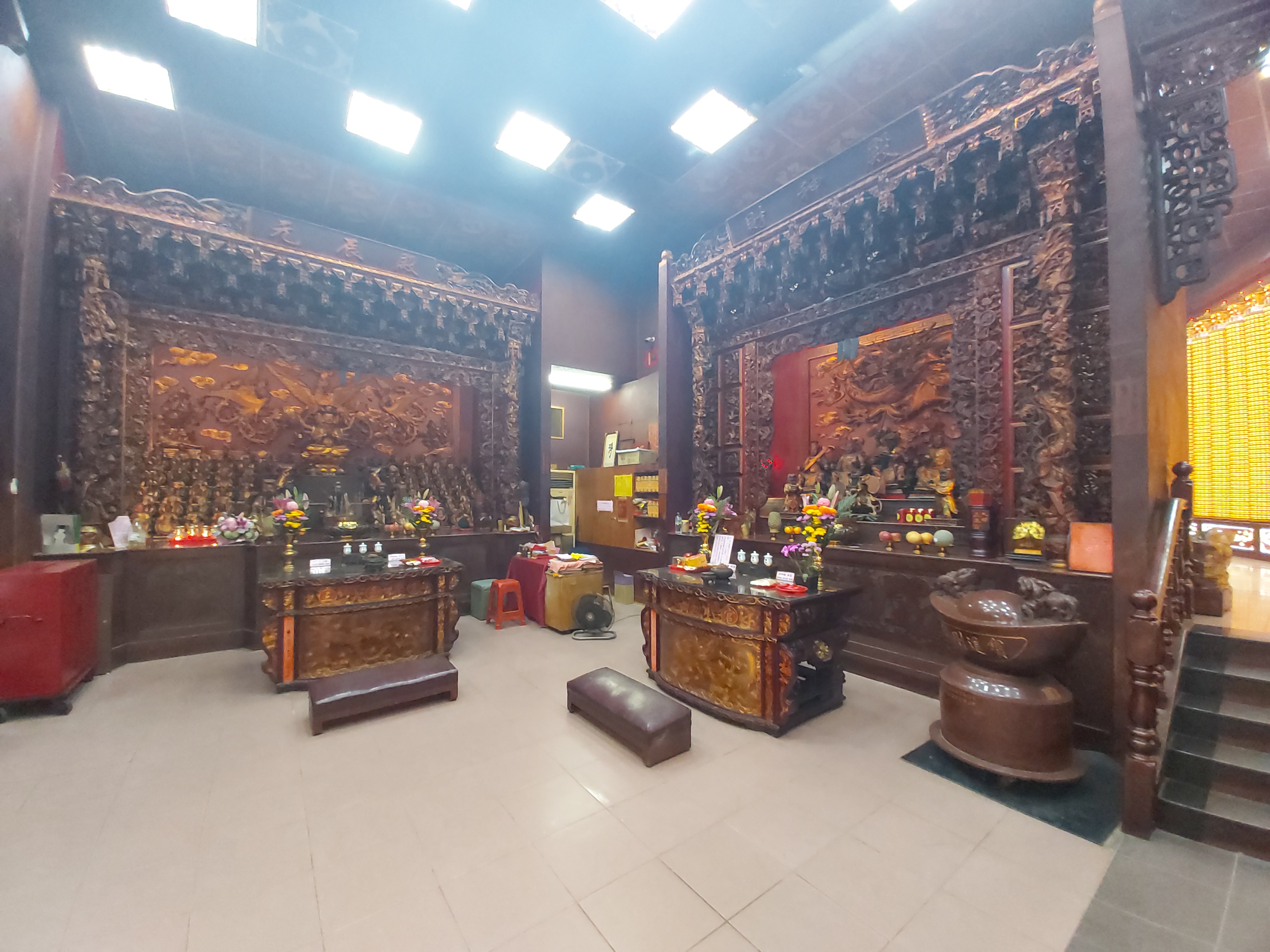
元辰殿、財神殿
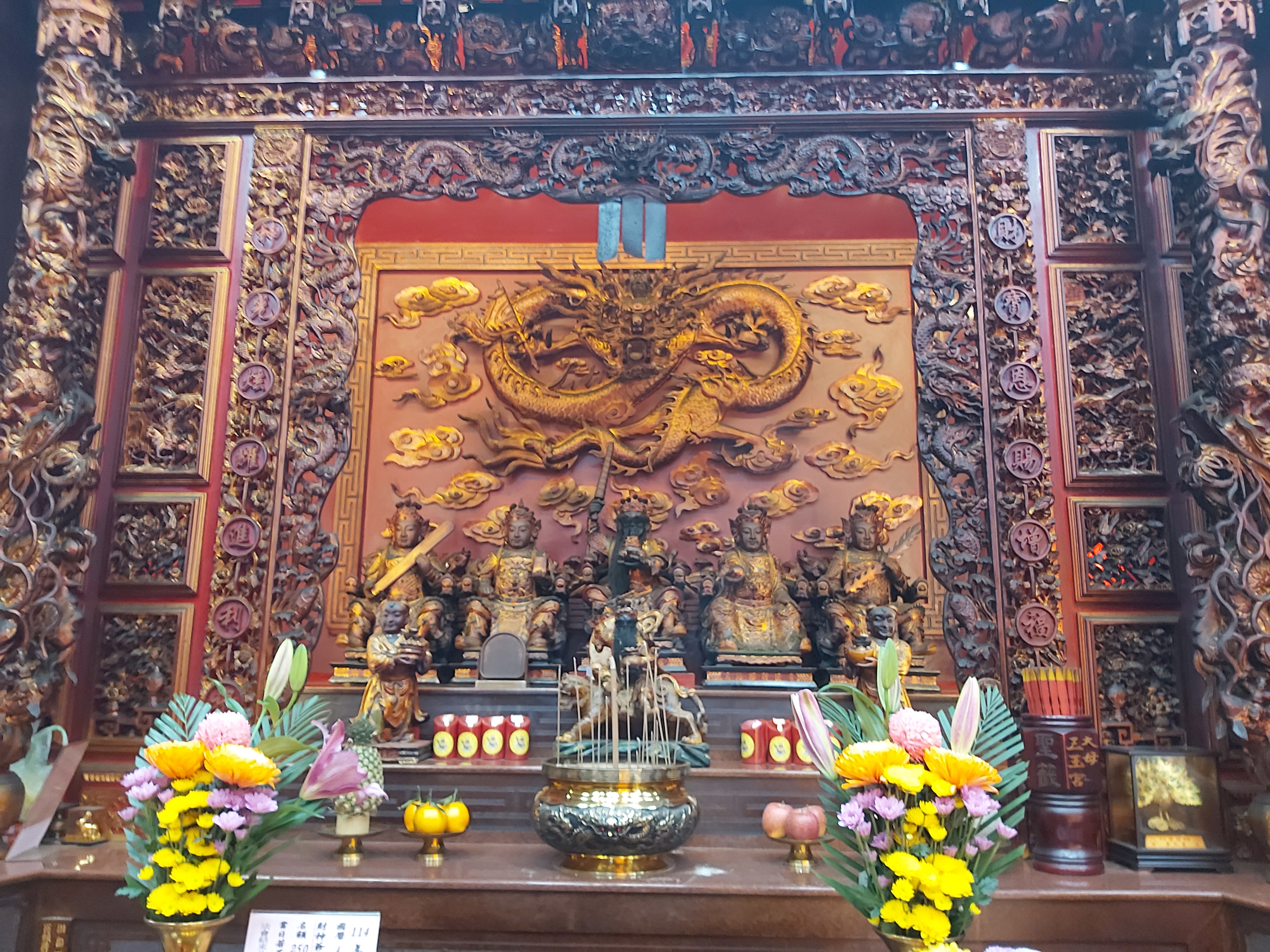
財神殿五路財神
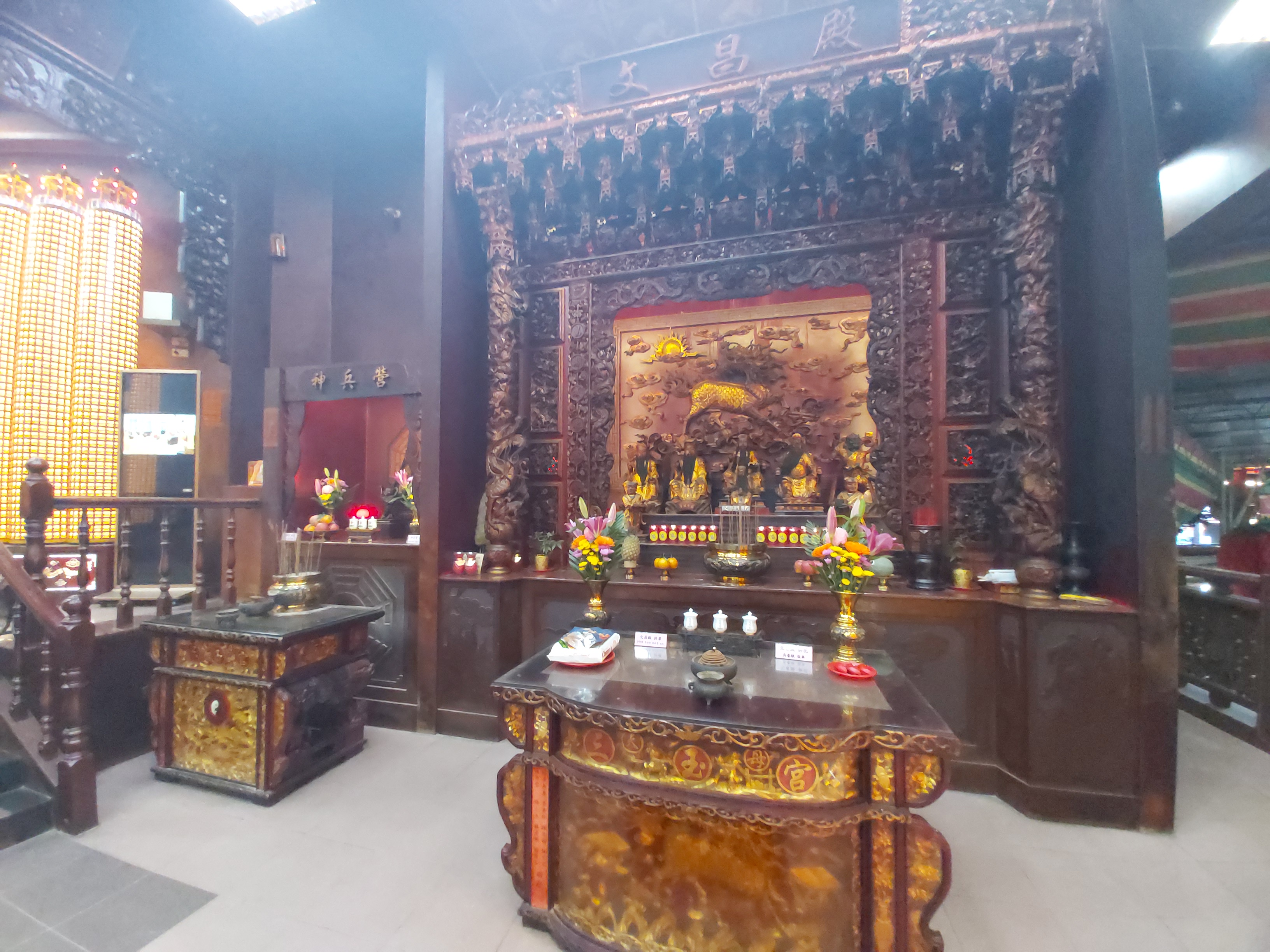
神兵營、文昌殿
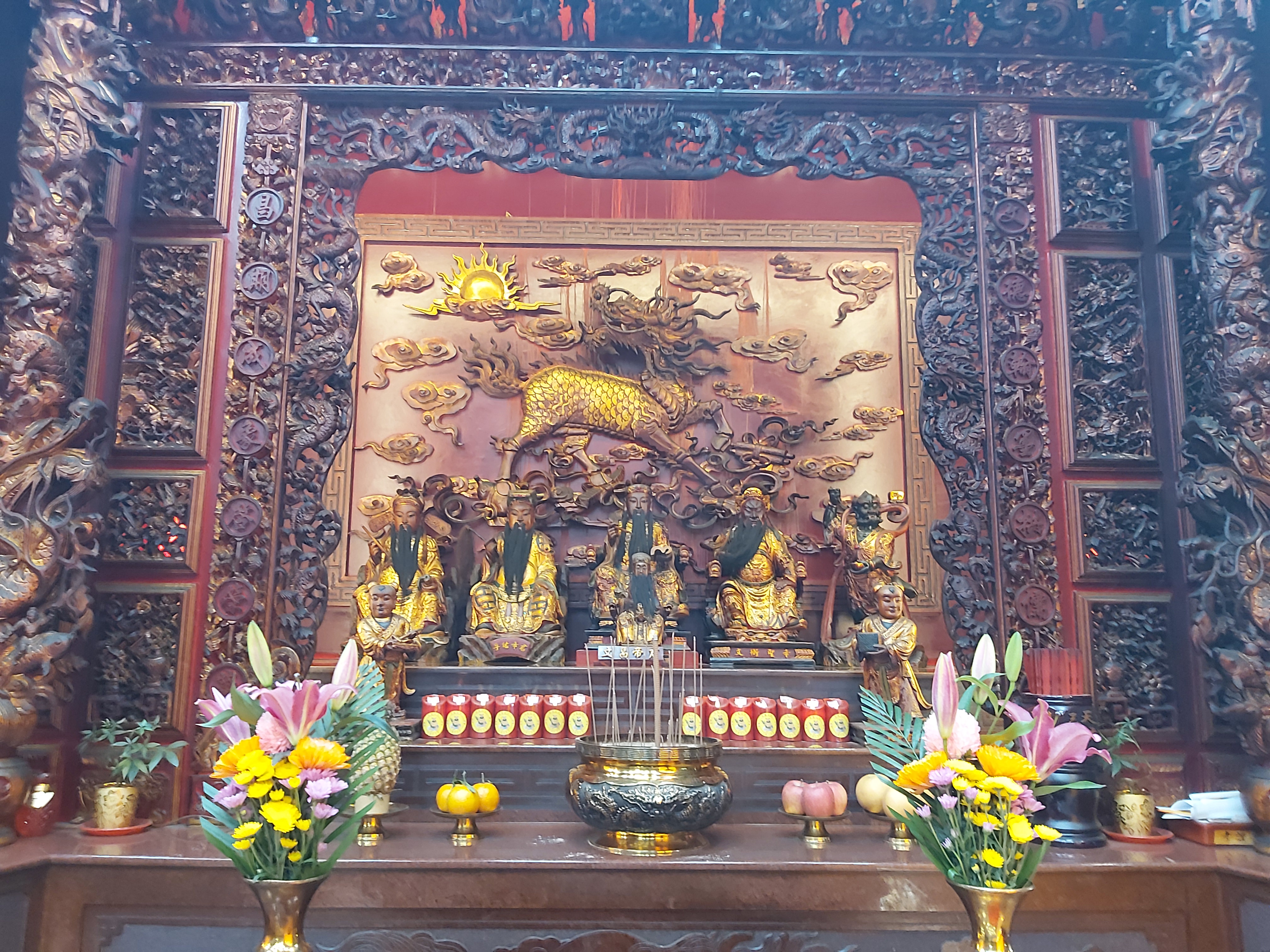
文昌殿五文昌
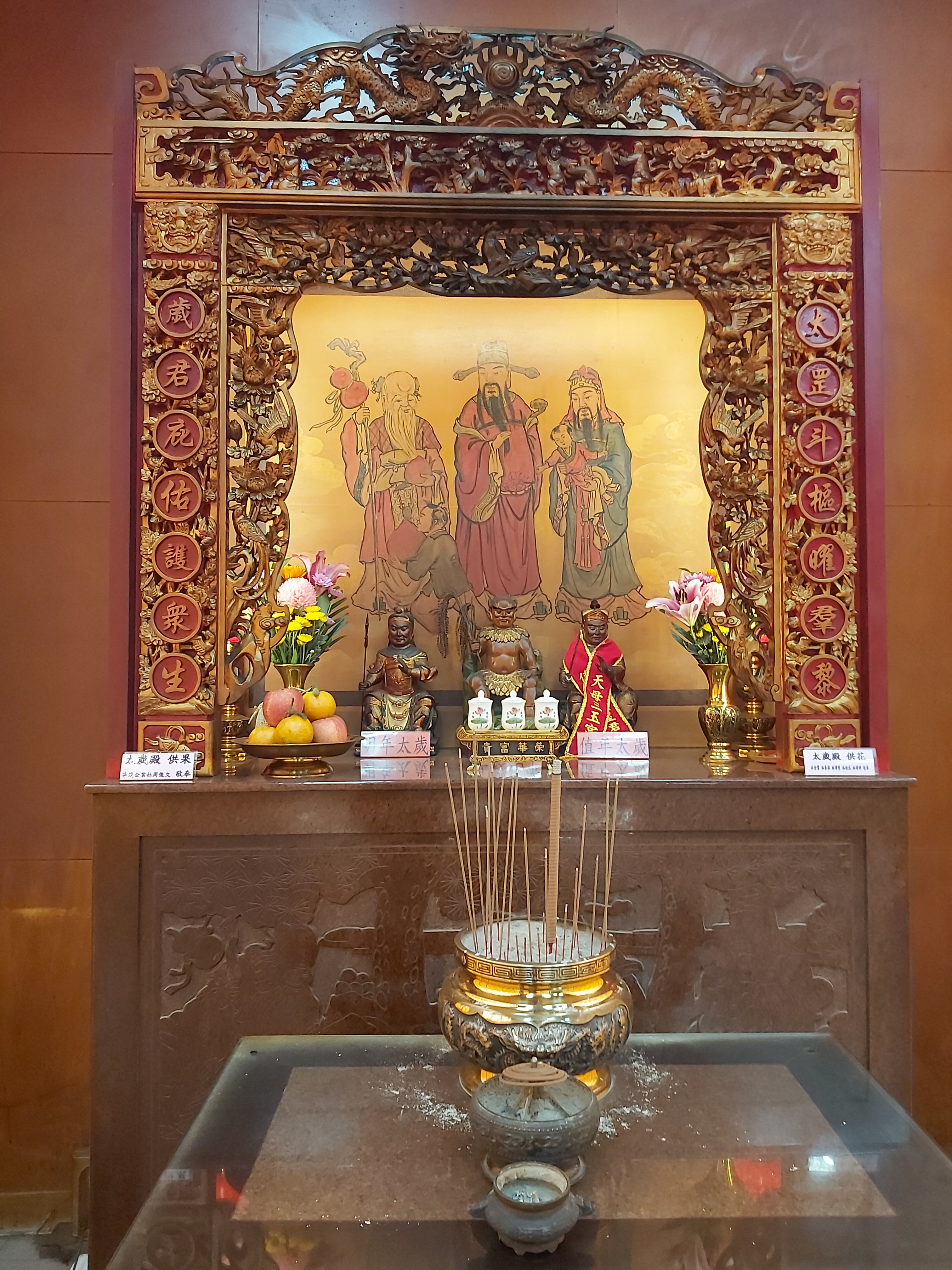
太歲殿